# Comarca de Rio Verde de Mato Grosso
A Comarca de Rio Verde de Mato Grosso é uma comarca brasileira localizada no município de Rio Verde de Mato Grosso, no estado de Mato Grosso do Sul, a 200 quilômetros da capital.

## Generalidades
Sendo uma comarca de primeira entrância, tem uma superfície total de 8151,9 km², o que totaliza aproximadamente 3% da superfície total do estado. A povoação total da comarca é de 18,8 mil habitantes, aproximadamente 0,7% do total da povoação estadual, e a densidade de povoação é de 2,31 habitantes por km².
A comarca inclui o município de Rio Verde de Mato Grosso. Limita-se com as comarcas de Corumbá, Aquidauana, Rio Negro, São Gabriel do Oeste e Coxim.
Economicamente possui PIB de R$ 246 093 000,00 e PIB per capita de R$ 13 026,30